# بيرسي تورنر
بيرسي تورنر (بالإنجليزية: Percy Turner)‏ (8 أغسطس 1879 في المملكة المتحدة - 9 أكتوبر 1954 في المملكة المتحدة) هو لاعب كرة قدم بريطاني (وحمل سابقاً جنسية المملكة المتحدة لبريطانيا العظمى وأيرلندا) في مركز مهاجم داخلي. لعب مع سويندون تاون وغريمسبي تاون ونادي بارنسلي ونادي برينتفورد ونادي تشيسترفيلد وLoughborough F.C. ‏ وWellingborough Town F.C. ‏.